# チャールズ・キッテル
チャールズ・キッテル（Charles Kittel、1916年7月18日 - 2019年5月15日）は、固体物理学を専門とするアメリカ合衆国の物理学者。
ニューヨーク生まれ。1978年までカリフォルニア大学バークレー校の教授を務めた。現役時代は主に半導体の物性や、固体中での磁性の振る舞いといったテーマを中心に研究を行なってきた。また教育面についても熱心な活動を続けてきており、特にキッテルが著した固体物理学の初等的な入門書『固体物理学入門』は、関連分野の学生および研究者の間では非常に有名。キッテルは教授職を退いてもこの本の改訂を続けている。全米科学アカデミーおよびアメリカ芸術科学アカデミーのメンバー。

## 経歴
- 1938年（22歳） イギリスのケンブリッジ大学を卒業。
- 1941年（25歳） キャベンディッシュ研究所在籍中に博士論文を執筆。ウィスコンシン大学から博士号を授与。
- 1945年（29歳）～1947年（31歳） マサチューセッツ工科大学の研究員を務める。
- 1947年（31歳）～1951年（35歳） アメリカのニュージャージー州にあるベル研究所の固体物理グループに所属。この時のキッテルの同僚には、ウィリアム・ショックレーやジョン・バーディーンがいた。ショックレーは後に1回、バーディーンは2回、それぞれノーベル物理学賞を受賞している。
- 1951年（35歳）～1978年（62歳） カリフォルニア大学バークレー校に勤務。

## 受賞歴
- 1957年 オリバー・E・バックリー凝縮系賞
- 1970年 Berkeley Distinguished Teacher Award
- 1979年 エルステッド・メダル

## 著書
固体物理学入門 - 固体物理学の入門者向けの定番の教科書。キッテルによって頻繁に改訂が重ねられているシリーズ。最新は第8版。固体物理学や物性物理学に関わる人々の間ではよく知られた存在であり、多くの大学の固体物理学関連の講義で教科書として採用されている。
日本語版は上・下に分冊されている（第8版は上・下の合本版も売られている）が原書に分冊版はない。
- 『キッテル固体物理学入門（上） 第8版』 宇野良清他訳 丸善 2005年 ISBN 4-621-07653-1
- 『キッテル固体物理学入門（下） 第8版』 宇野良清他訳 丸善 2005年 ISBN 4-621-07654-X
- 『キッテル固体物理学入門 ハードカバー版 第8版』 宇野良清他訳 丸善 2005年 ISBN 4-621-07656-6

なお日本ではこの教科書に準拠した演習書が売られている。
- 『固体物理学演習 キッテルの理解を深めるために』 沼居貴陽著 丸善 2005年 ISBN 9784621076552

熱物理学 - 統計力学の入門書。これも日本では準拠する演習書が出ている。
- 『キッテル熱物理学 第2版』 山下次郎・福地充訳 丸善 1983年 ISBN 4-621-02727-1
- 『熱物理学・統計物理学演習 キッテルの理解を深めるために』沼居貴陽著 丸善 2001年 ISBN 4-621-04857-0